# João de Kiev
João (em russo:  Иоанн; séc. X - 1035) foi metropolita de Kev (1019-1035). Poucas informações informações foram preservadas sobre ele. Segundo algumas fontes, ele governou a metrópole de Kiev a partir de 1019, segundo outras, não depois de 1008.
Em 1008, o metropolita João construiu duas igrejas de pedra: uma em Kiev, em nome dos Santos Apóstolos Pedro e Paulo, e a outra em Pereiaslav, em homenagem à Exaltação da Santa Cruz do Senhor.
Também existem opiniões diferentes sobre sua origem. Alguns o consideravam um grego, mas a julgar pelo fato de que em 14 de julho de 1021 ele abriu e glorificou solenemente as relíquias dos príncipes mártires russos Boris e Gleb e estabeleceu a celebração de sua memória, há motivos para supor que ele era russo. Por outras razões, ele foi considerado um búlgaro.
Ele governou a metrópole de Kiev até 1054 e, de acordo com outras fontes, morreu em 1035 após 27 anos de governo.